# Petticoat Larceny
Pour plus de détails, voir Fiche technique et Distribution.
Petticoat Larceny est un film américain en noir et blanc réalisé par Ben Holmes (en), sorti en 1943.

## Synopsis
Joan Mitchell est une enfant star de la radio : elle est l'héroïne d'une série policière populaire intitulée Undercover Angel. Cependant, elle en a assez de ce qu'elle croit être des scénarios ringards, et se plaint que les enfants ne parlent pas dans la vraie vie comme ils le font dans les épisodes. Aussi décide-t-elle de « faire des recherches » sur son rôle en enquêtant sur de vrais criminels. Elle va fouiner de nuit dans la maison d'un trio de petits escrocs maladroits. Prise sur le fait, Joan leur fait croire qu'elle est une délinquante orpheline. Les voleurs l'accueillent chez eux et lui apprennent quelques ficelles du métier. La disparition soudaine de Joan provoque un émoi : tout le monde croit qu'elle a été enlevée. Les choses empirent lorsque la jeune star de la radio est reconnue et kidnappée pour de vrai. Les trois petits escrocs décident alors d'aller la sauver.

## Fiche technique
- Réalisation : Ben Holmes (en)
- Scénario : Jack Townley (en), Stuart Palmer
- Directeur de la photographie : Frank Redman
- Montage : Harry Marker
- Musique : Roy Webb, Constantin Bakaleinikoff
- Producteur : Bert Gilroy
- Société de distribution et de production : RKO Pictures
- Pays de production :  États-Unis
- Langue originale : anglais américain
- Format : noir et blanc — 35 mm — 1,37:1 — son : mono (RCA Sound System)
- Genre : comédie policière
- Durée : 61 minutes
- Date de sortie :
  - États-Unis : 17 juillet 1943

## Distribution
- Ruth Warrick : Pat Mitchell
- Joan Carroll : Joan Mitchell / Small Change
- Walter Reed : Bill Morgan
- Wally Brown (en) : Sam Colfax
- Tom Kennedy : Pinky, l'un des trois voleurs
- Jimmy Conlin : Jitters, l'un des trois voleurs
- Vince Barnett : Stogie, l'un des trois voleurs
- Paul Guilfoyle : Joe 'Tinhorn' Foster
- Grant Withers : le détective Hogan
- Earl S. Dewey : M. J. C. Crandall
- Charles Coleman : Higgins le valet